# Minuartia handelii
Minuartia handelii là loài thực vật có hoa thuộc họ Cẩm chướng. Loài này được Mattf. mô tả khoa học đầu tiên năm 1923.